# Левенуэрт (тауншип, Миннесота)
Левенуэрт (англ. Leavenworth) — тауншип в округе Браун, Миннесота, США. На 2000 год его население составило 336 человек.

## География
По данным Бюро переписи населения США площадь тауншипа составляет 91,6 км², из которых 90,9 км² занимает суша, а 0,7 км² — вода (0,76 %).

## Демография
По данным переписи населения 2000 года здесь находились 336 человек, 120 домохозяйств и 93 семьи.  Плотность населения —  3,7 чел./км².  На территории тауншипа расположено 125 построек со средней плотностью 1,4 построек на один квадратный километр. Расовый состав населения: 98,81 % белых, 0,89 % — других рас США и 0,30 % приходится на две или более других рас. Испанцы или латиноамериканцы любой расы составляли 0,60 % от популяции тауншипа.
Из 120 домохозяйств в 40,0 % воспитывались дети до 18 лет, в 69,2 % проживали супружеские пары, в 4,2 % проживали незамужние женщины и в 21,7 % домохозяйств проживали несемейные люди. 20,0 % домохозяйств состояли из одного человека, при том 4,2 % из — одиноких пожилых людей старше 65 лет. Средний размер домохозяйства — 2,80, а семьи — 3,26 человека.
31,5 % населения — младше 18 лет, 4,2 % — в возрасте от 18 до 24 лет, 28,6 % — от 25 до 44, 24,4 % — от 45 до 64, и 11,3 % — старше 65 лет. Средний возраст — 39 лет. На каждые 100 женщин приходилось 138,3 мужчин.  На каждые 100 женщин старше 18 приходилось 125,5 мужчин.
Средний годовой доход домохозяйства составлял 40 313 долларов, а средний годовой доход семьи —  42 500 долларов. Средний доход мужчин —  27 321  доллар, в то время как у женщин — 19 643. Доход на душу населения составил 19 796 долларов. За чертой бедности находились 6,1 % семей и 7,4 % всего населения тауншипа, из которых 7,4 % младше 18 и 9,4 % старше 65 лет.